# Wuxuan
Wuxuan, även romaniserat Mosün, är ett härad som lyder under Laibins stad på prefekturnivå i den autonoma regionen Guangxi i sydligaste Kina.
Orten är bland annat känd för rapporter om att kannibalism förekommit där under Kulturrevolutionen.